# Гмунден, Иоганн
Иоганн Гмунден (нем. Johannes von Gmunden, ок. 1380 — 1442) — австрийский математик и астроном. Скорее всего, он происходил из городка Гмунден у озера Траунзе в Верхней Австрии, хотя на этот счёт имеются и другие предположения.

## Биография
После окончания Венского университета и получения в 1406 году магистерской степени Гмунден читал сначала лекции по философии Аристотеля, но с 1412 года стал специализироваться по математическим предметам, перейдя на чтение геометрии по Евклиду, теории движения планет по «Альмагесту» Клавдия Птолемея и «Сфере» Сакробоско, теории шестидесятеричных дробей по собственному руководству. Кроме того, он читал курсы по теории и применению астролябий (Astrolabii qui primi mobilis motus deprehendur canones). Он составил трактат «О синусах, хордах и дугах» (De sinibus, chordis et arcubus) и две астрономические таблицы (1437, 1440). Большой известностью пользовались его астрономические календари; сохранилось около сотни рукописных копий календаря на 1439—1514 годы.
Иоганн Гмунден неоднократно избирался деканом. В 1425 году он был избран каноником собора св. Стефана. В 1426 году он передал своё богатое собрание рукописей и коллекцию инструментов университету для всеобщего пользования.
Гмунден отрицательно относился к астрологии. В противоположность большинству своих коллег он никогда не читал лекций по астрологии, не составлял гороскопов. Когда в сентябре 1432 года наблюдался парад планет, Гмунден обрушился с резкой критикой на тех, кто пытался истолковать это явление как предвестник стихийных бедствий и других испытаний для целых стран и народов.